# Lynn Styles
Lynn Styles (29 dicembre 1988) è un'attrice irlandese, nota principalmente per aver interpretato Hannah O'Flaherty nella serie Foreign Exchange.

## Filmografia parziale
- No Tears - miniserie TV (2002)
- Foreign Exchange - serie TV, 26 episodi (2004)
- Fair City - serie TV, 7 episodi (2005)